# Los Pepes (banda española)
Los Pepes fueron una banda española de rock fundada en Valencia, a principios de 1965. Su nombre deriva del hecho de que todos sus componentes tenían nombres compuestos que incluían el patronímico José.

## Biografía
Los inicios del grupo datan del año 1964, cuando, con el nombre de Los Singals, actuaban por el circuito valenciano de rock, versionando a grupos británicos de beat como The Searchers o The Hollies. En 1965 cambian su nombre por el definitivo de Los Pepes y son fichados por una discográfica madrilena llamada Hit (subsidiaria de la española Columbia), propiedad de un músico de origen cubano.
Con ese sello graban toda su discografía, publicada entre 1965 y 1966 y consistente en un Ep, dos singles y un LP. Aunque tuvieron que hacer algunas concesiones puntuales, grabando un par de temas claramente comerciales (algo común en los grupos de la época), la mayor parte de sus grabaciones eran composiciones propias. Con claras influencias del rythm and blues y, sobre todo, del beat británicos, sus canciones muestran un estilo que recuerda notablemente al de grupos como The Hollies o los españoles Brincos; aunque sin resultar mimético y manteniendo una personalidad propia.
Durante 1965 y 1966 actúan con frecuencia en su región valenciana, vivero por aquel entonces de bandas de rock tan importantes como Los Huracanes, Los Protones, Adam Grup o Els 5 Xics. También recorren el resto de la geografía española, obteniendo un notable prestigio con sus directos y apareciendo en algún programa de televisión. Pero la nula promoción que la disquera Hit hace de sus discos impide que alcancen el éxito comercial y entren en las listas de ventas.
Para colmo, a principios de 1967 el sello Hit quiebra y los discos del grupo dejan de ser distribuidos. Como consecuencia, Los Pepes se disuelven pocas semanas después y sus miembros abandonan definitivamente la música, dedicándose a otras labores profesionales.

## Discografía
- single: «Un día feliz, otro de llanto / El recibo» (HIT, 1965)
- Ep: «Cal y cemento / Oh, Susana / Submarillo amarillo / No juegues» (HIT, 1966)
- single: «Rojo / El turista y la gachí» (HIT, 1966)
- LP: «Los Pepes» (HIT, 1966)